# Unplugged (The Official Bootleg)
Unplugged (The Official Bootleg) — акустическое выступление Пола Маккартни, записанное и изданное в 1991 году. После весьма помпезного Tripping the Live Fantastic Пол Маккартни решил использовать возможность выступить со своими песнями в недавно появившемся шоу в акустическом варианте. В результате Маккартни стал одним из первых, кто выпустил акустические альбомы.

## Об альбоме
Принимая во внимание личность исполнителя, альбом был довольно тепло принят. Сначала Unplugged (The Official Bootleg) был издан ограниченным тиражом в 1991 с обложкой, полной реминисценций к Снова в СССР. Потом, в конце 90-х, альбом был переиздан с закреплением нового варианта обложки на последующие тиражи. После первого издания альбом достиг 7-го места в общем чарте Соединённого королевства и 14-го места в США, что стало в этой стране высшим достижением Маккартни за почти 10 лет.
Эта запись была одной из первых в знаменитой серии MTV Unplugged. Несколько композиций, исполненных на шоу, не были включены в альбом, а именно: «Things We Said Today», «Midnight Special», «Matchbox», «Mean Woman Blues» и «The Fool». Некоторые песни готовились к выступлению, но так и не были сыграны: «Mother Nature's Son», «Figure Of Eight», «Cut Across Shorty» и «Heartbreak Hotel».

## Список композиций
Кроме отмеченных композиций, автором всех является Пол Маккартни.
1. «Be-Bop-A-Lula» (Джин Винсент/Дэвис) — 4:04
2. «I Lost My Little Girl» — 1:45
  - Эту песню Маккартни написал в 14 лет
3. «Here, There and Everywhere» (Джон Леннон/Пол Маккартни) — 3:16
  - Впервые Маккартни исполнил эту песню вживую
4. «Blue Moon of Kentucky» (Бил Монро) — 4:21
5. «We Can Work It Out» (Джон Леннон/Пол Маккартни) — 2:48
6. «San Francisco Bay Blues» (Jesse Fuller) — 3:29
7. «I've Just Seen a Face» (Джон Леннон/Пол Маккартни) — 3:01
8. «Every Night» — 3:24
9. «She's a Woman» (Джон Леннон/Пол Маккартни) — 3:39
10. «Hi-Heel Sneakers» (роберт Хиггенботэм) — 4:08
11. «And I Love Her» (Джон Леннон/Пол Маккартни) — 4:17
  - Впервые Маккартни исполнил эту песню вживую
12. «That Would Be Something» — 4:02
  - Впервые Маккартни исполнил эту песню вживую
13. «Blackbird» (Джон Леннон/Пол Маккартни) — 2:09
14. «Ain't No Sunshine» (Бил Уизерс) — 4:05
  - Маккартни сыграл на ударных — первый раз за все время сольных выступлений и выступлений в группе Wings
15. «Good Rockin' Tonight» (Рой Браун) — 3:42
16. «Singing the Blues» (Мэлвин Эндслей) — 3:46
17. «Junk» — 2:26
  - Впервые Маккартни исполнил эту песню вживую

## Участники записи
1. Пол Маккартни: Акустическая гитара, ударные, вокал.
2. Линда Маккартни: Фортепиано, перкуссия, индийская фисгармония, вокал.
3. Хамиш Стюарт: Акустическая бас-гитара, акустическая гитара, вокал.
4. Робби Макинтош: Акустическая гитара, фортепиано, добро, вокал.
5. Пол Виккенс: Фортепиано, клавишные, перкуссия, акустическая бас-гитара, вокал.
6. Блэир Каннингам: Ударные и перкуссия.